# Niusi
Niusi (kinesiska: 牛寺, 牛寺乡) är en socken i Kina. Den ligger i provinsen Shanxi, i den norra delen av landet, omkring 110 kilometer söder om provinshuvudstaden Taiyuan. Antalet invånare är 6 064. Befolkningen består av 2 731 kvinnor och 3 333 män. Barn under 15 år utgör 17,0 %, vuxna 15-64 år 71 %, och äldre över 65 år 10,0 %.
Genomsnittlig årsnederbörd är 715 millimeter. Den regnigaste månaden är juli, med i genomsnitt 236 mm nederbörd, och den torraste är december, med 4 mm nederbörd.